# Ectodini
Ectodini – plemię ryb z rodziny pielęgnicowatych (Cichlidae) obejmujące afrykańskie gatunki pyszczaków z jeziora Tanganika, gdzie zasiedliły wszystkie strefy litoralu – nad skałami, piaskiem lub mułem. Tworzą jedno ze starszych ewolucyjnie plemion pielęgnic wschodnioafrykańskich.
Wszystkie Ectodini są endemitami. Badania cytochromu b sugerują, że ich przodek (lub przodkowie) pojawił się w jeziorze około 3,7 mln lat temu i dał początek istniejącym dzisiaj gatunkom, które w efekcie gwałtownej radiacji pojawiły się w bardzo krótkim czasie, niemal jednocześnie.

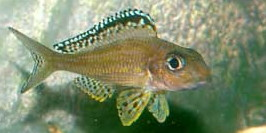
Xenotilapia papilio

Różnią się między sobą morfologicznie, behawioralnie i ekologicznie, w tym preferencjami pokarmowymi i metodami żerowania. U większości pyszczaków opiekę nad potomstwem podejmuje samica, natomiast u Ectodini spotykane są również przypadki samców opiekujących się młodymi. 
Monofiletyzm tej grupy został potwierdzony analizami morfologicznymi i badaniami molekularnymi.
Współcześnie żyjące Ectodini są klasyfikowane w rodzajach:
- Aulonocranus
- Callochromis
- Cardiopharynx
- Cunningtonia
- Cyathopharynx
- Ectodus
- Grammatotria
- Lestradea
- Ophthalmotilapia
- Xenotilapia

Typem nomenklatorycznym jest Ectodus.